# Cimetière de Streatham Park
Ne doit pas être confondu avec Streatham Cemetery.

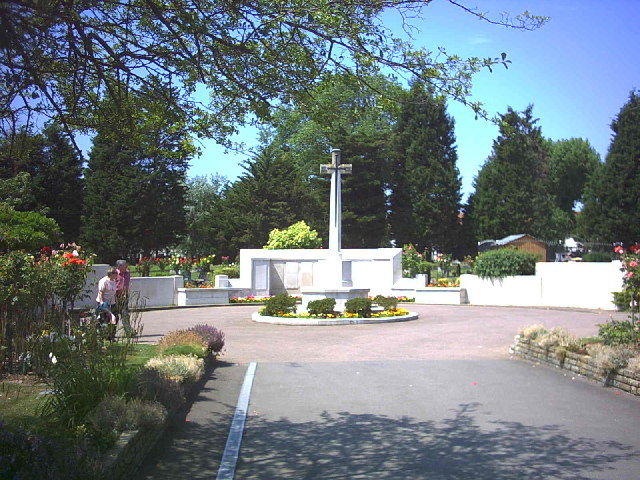
Croix du sacrifice et mémorial du mur d'écran au cimetière de Streatham Park

Le South London Crematorium and Streatham Park Cemetery (en anglais, « le crématorium du sud de Londres et le cimetière de Streatham Park ») est un cimetière et un crématorium sur Rowan Road à Streatham Vale, dans le Grand Londres. Il a toujours été détenu et géré par des intérêts privés et fait maintenant partie du groupe Dignity plc. Le South London Crematorium est situé dans l'enceinte du cimetière et a ouvert ses portes en 1936.

## Histoire
Le cimetière de Streatham Park est aménagé selon un quadrillage et a ouvert ses portes en tant que Great Southern Cemetery en 1909. Il était initialement prévu en 1890 pour faire miroir au Great Northern Cemetery, qui a ouvert ses portes en 1861 à Southgate. Les bâtiments du cimetière comprennent une loge, une chapelle anglicane et une petite chapelle catholique romaine conçue par John Bannen, qui a également conçu le crématorium. Le crématorium est planifié à partir de 1913 mais n'est construit qu'en 1936, le retard étant dû au début de la Première Guerre mondiale. La loge du cimetière et la chapelle catholique romaine ont depuis été démolies tandis que la chapelle anglicane d'origine a rouvert plus tard en tant que bureau du cimetière. Le cimetière possède divers jardins du souvenir, dont des roseraies. Frederick Field (décédé en 1923), l'un des fondateurs du cimetière, y est enterré.
Le cimetière a un lien de longue date avec le Fonds de bienfaisance des artistes de variétés (VABF), avec environ 200 artistes de variétés et de music-hall enterrés entre 1921 et 1944. Une Chapelle du Souvenir est ajoutée en 1958 à la demande de la VABF,,. Jusqu'à la Seconde Guerre mondiale, le cimetière représente un cinquième de toutes les sépultures dans le sud de Londres. Le cimetière compte un grand nombre de sépultures de la Première Guerre mondiale (118) et de la Seconde Guerre mondiale (290), qui sont entretenues par la Commission des sépultures de guerre du Commonwealth (CWGC). Il possède une croix du sacrifice, et un mur commémoratif des victimes des deux guerres qui sont enterrées dans le cimetière dans des tombes ne pouvant être marquées par des pierres tombales. Après la Seconde Guerre mondiale, une autre aile est ajoutée au mémorial, sur laquelle sont commémorés les noms de 123 personnes décédées pendant le conflit et incinérées au crématorium du cimetière. Ce cimetière contient les tombes de guerre du Commonwealth de 13 militaires de la Seconde Guerre mondiale.

## Différentes parties

### Crématorium du sud de Londres
Le crématorium du sud de Londres est ouvert en 1936 sur le site du cimetière de Streatham Park. La chapelle peut accueillir des funérailles plus importantes qu'auparavant et offre un temps de service de 45 minutes, ce qui est plus long que de nombreux autres crématoires. Les jardins du souvenir présentent une variété de monuments commémoratifs personnalisés et de sépultures de mausolées.

### Cimetière de Streatham Park
Les noms célèbres qui y sont enterrés incluent la chanteuse de renommée internationale, Dorothy Squires, et le comédien Tom Costello.

### Cimetière juif de Streatham
Le cimetière juif de Streatham ouvre ses portes en 1915 en tant que section du cimetière de Streatham Park. La majorité des sépultures sont celles de Juifs ashkénazes originaires de l'Europe de l'Est qui se sont installés dans le quartier de Soho à Londres, travaillant comme tailleurs, ébénistes, commerçants, etc. Une petite section du cimetière de Streatham Park est réservée aux membres de la synagogue libérale du sud de Londres.

### Sépultures notables
- Brian Barder
- Wilfrid Brambell
- Norman Clapham, artiste de variétés et comédien de radio [6]
- Tom Costello, comédien
- Arthur Henry Cross VC
- Desmond Dekker
- Dormeuse marguerite
- June Duprez
- Gus Elen
- Florie Forde
- Will Hay
- Guillaume Jex
- Frank Howard Kirby VC, CBE, DCM
- Charlie Kunz
- Allée Lupino
- Tom Lemore
- Olive Morris, militante du féminisme noir britannique
- Nellie Navette
- Dan Rolyat
- Jack Spurling (1870–1933), artiste marin
- Dorothy Squires, chanteuse britannique
- Joseph Tabrar
- Ben Wariss